# Гремислава Інгварівна
Гремислава Луцька (пол. Grzymisława між 1185 і 1195–1258) — польська княгиня («ducissa Poloniae»), дружина польського князя Лешка Білого, регент краківського князівства. За найпоширенішою версією була дочкою великого князя київського Інгвара Ярославича, за іншими даними — дочка Олександра Всеволодовича або Ярослава Володимировича.

## Біографія
У 1207 році стала дружиною краківського князя Лешка Білого (польський історик XV століття Ян Длугош повідомляє про шлюб цієї руської княжни з Лешком під 1220 роком).
Спадкоємець Лешка, Болеслав, народився в 1226 році. У 1227 році, коли йому виповнився рік Лешко загинув у Гонсаві при зустрічі зі Святополком Поморським і його союзником Владиславом Одоничем.
24 листопада 1227 року Гремислава була проголошена регентом при своєму синові Болеславу і наказала вибити печатку з власним зображенням. Ця печатка дійшла до наших днів. На ній Гремислава зображена на польському троні з жезлом в руці та вінцем на голові.
Тоді ж опіку над її сином намагався отримати ряд претендентів на трон у Кракові, зокрема брат Лешека Білого — Конрад I Мазовецький. У березні 1228 року він надіслав княгині запрошення на з'їзд в Скаришеві, на якому спробував взяти владу в Польщі. Гремислава відмовилася підкоритись Конраду та поступитися троном і опікою над Болеславом Владиславу Тонконогому.
Княгиня прагнула якомога довше утриматися в правах самовладної правительки, але її суперники — князь Сілезії Владислав III Тонконогий і князь Великої Польщі (Гнєзно) Генріх Бородатий — наполегливо заявляли про свої права на «краківський стіл».
Незабаром разом з малолітнім сином вона покинула Краків і почала правити в Сандомирському князівстві.

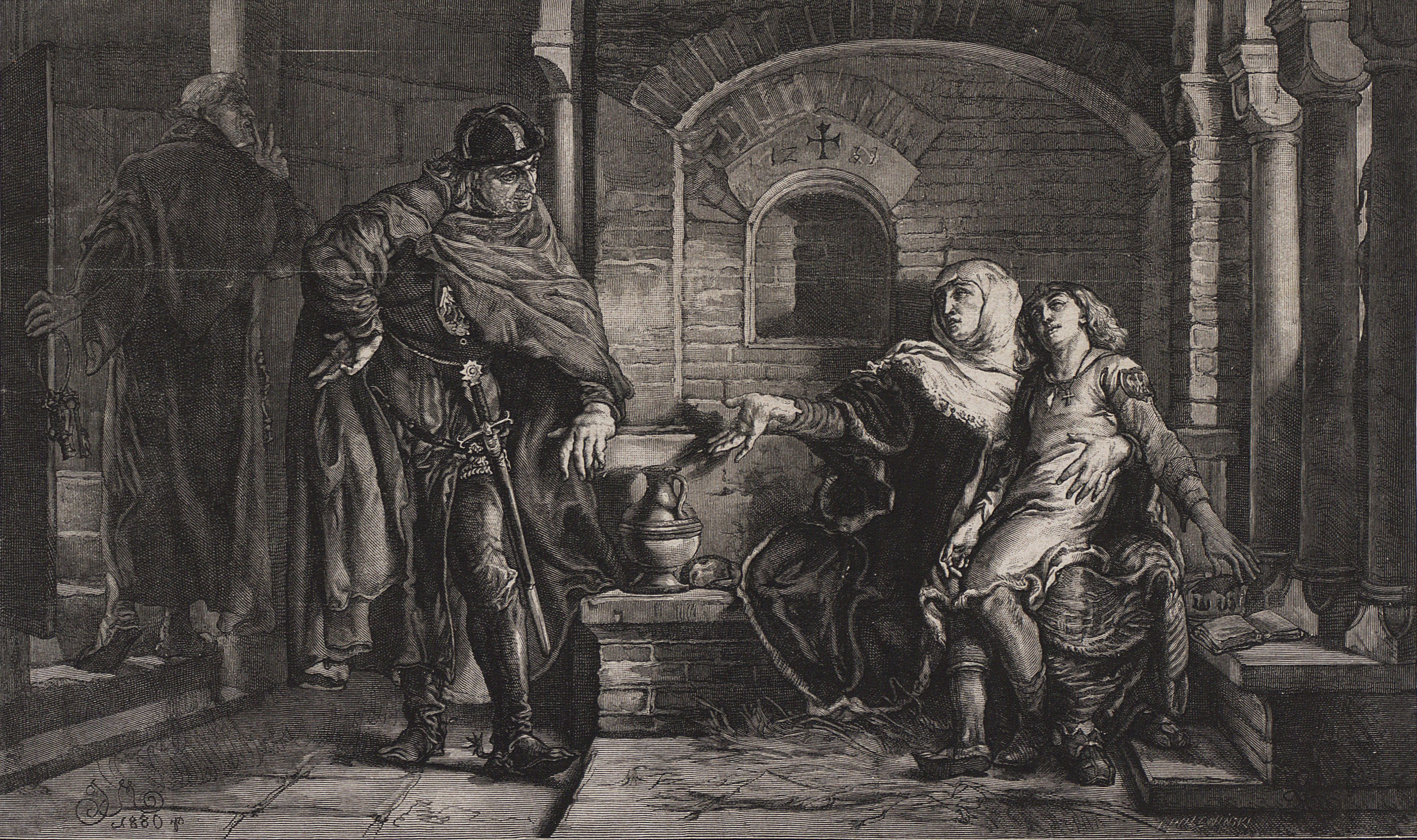
Гремислава з сином у в'язниці Конрада Мазовецького

На допомогу руських князів і їхнього війська Гремиславі розраховувати було важко: в Галицько-Волинському князівстві в той час йшли безперервні міжусобні війни. Брат Гремислави, Ярослав Інгваревич знаходився в полоні у Данила Романовича Галицького; незважаючи на це, Гремислава продовжувала підтримувати дружні сусідські відносини з Данилом, основу яких заклала ще її свекруха Олена Ростиславівна. Гремислава вислала військо в підтримку Данила Романовича і тим самим фактично звільнила з полону брата, який отримав в «тримання» одне з містечок Галицько-Волинської Русі і більше не брав участі в феодальних усобицях.
Тим часом Гремиславі довелося поступитися правом на опікунство над Болеславом. Новими опікунами стали Владислав Тонконогий і Генріх Бородатий.
Після початку міжусобної війни у Великопольщі, яка призвела до скинення і вигнання Владислава Тонконогого  краківське князівство перейшло в руки Генріха Бородатого.
Однак, коли політична кон'юнктура змінилася у 1232 році, Гремислава знову заявила про свої і синові права на престол і з цими претензіями прибула на княжий з'їзд, але була схоплена і відправлена під варту.
Восени 1232 року Генріх Бородатий, що вирвався з полону, вигнав з малопольського столу Конрада Мазовецького.
На початку 1233 року Конрад ув'язнив Гремиславу з сином в Черську, а пізніше перевіз до монастирю францисканців у Завихості. Звідти Гремиславу звільнив воєвода краківський Клеменс з Рущі.
У 1235—1239 роках княгиня перебувала в ув'язнені у містечку Скала. Їй довелося відмовитися від прав на краківські та сандомирські землі.
Однак невдовзі, підкупивши варту, Гремислава зуміла вибратися з полону і втекти. Використовуючи останню можливість, вона звернулася з проханням про підтримку до папи римського. Папа Григорій IX видав буллу, в якій засудив вчинене над Гремислава насильство і вимагав повернення їй і синові краківських і сандомирських земель.
Аж до своєї смерті в 1258 році  Гремислава залишалася при краківському дворі.
Польська хроніка називає Гремиславу «пані знатного походження»; поняття «знатність» для хроніста в той час було синонімом освіченості та розуму. Проявивши величезну енергію і дипломатичний талант, Гремислава закріпила за сином спадщину, яка належала йому по праву. Болеслава згодом іменували Сором'язливим (Скромним). На тлі діяльності його рішучої матері роль самого княжича виявилась малопомітною. Болеслав давно вже був повнолітнім повновладним правителем, але ім'я його матері продовжувало згадуватися майже у всіх офіційних документах («chanssima», «serenissima matre»).

## Сім'я
Чоловік — Лешек І Білий (1186—1227), князь краківський, сандомирський і куявський.
Діти:
- Саломея (1211—1268) — дружина галицького короля Коломана.
- Болеслав V Сором'язливий (1226—1279) — краківский (1243—1279) и сандомирський князь (1232—1279).
- За деякими даними дочкою Гремислави і Лешка була Олена, дружина волинського князя Василька Романовича.

## У культурі